# Berghexe

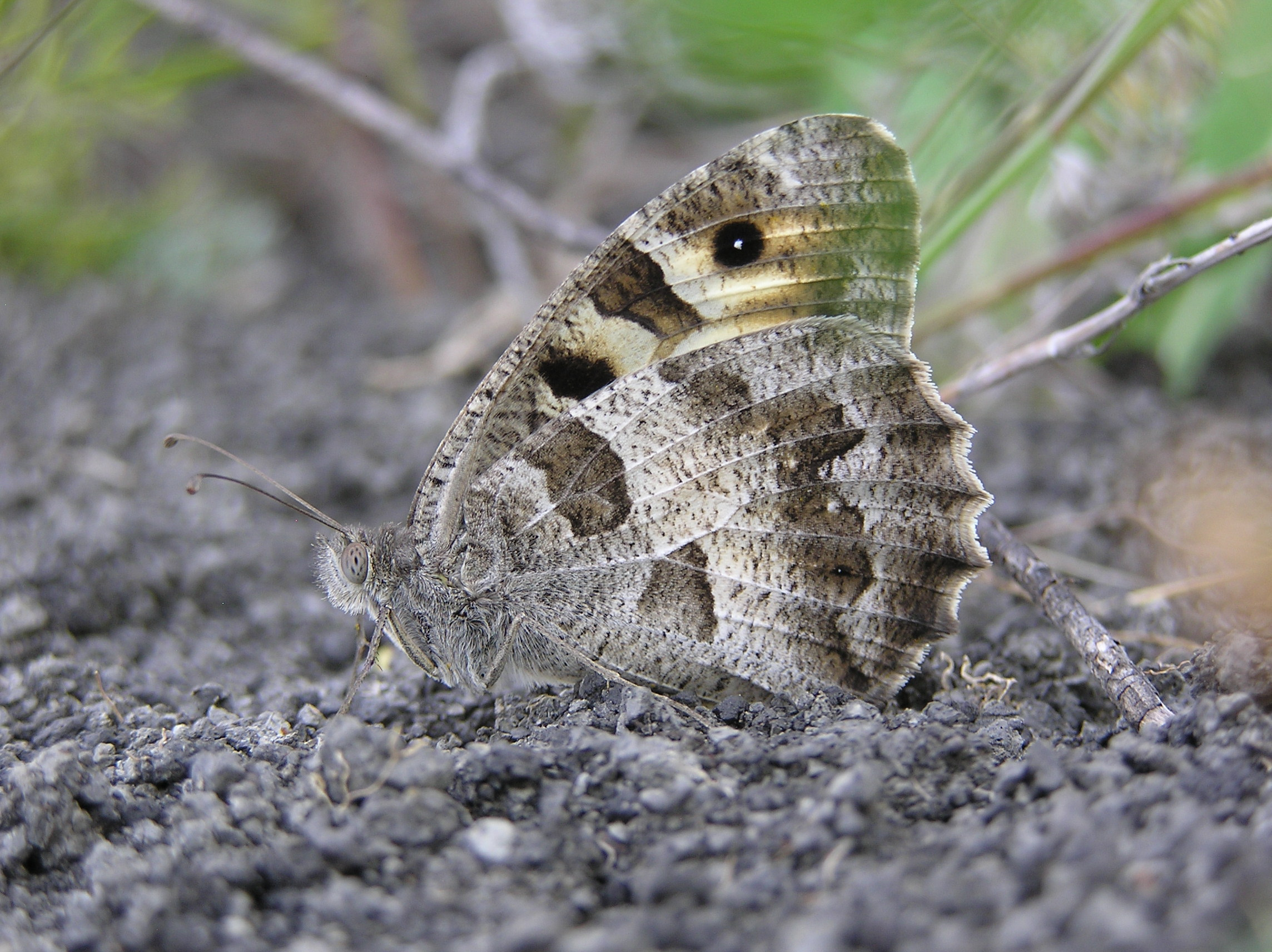
Flügelunterseite

Die Berghexe (Chazara briseis) ist ein Schmetterling (Tagfalter) aus der Familie der Edelfalter (Nymphalidae). Das Artepitheton bezieht sich auf Briseis, die Lieblingssklavin des griechischen Kriegers Achilleus, wegen der dieser mit Agamemnon in Streit geriet.

## Merkmale
Die Falter erreichen eine Flügelspannweite von 45 bis 60 Millimetern, wobei die Weibchen größer als die Männchen werden und beide im Süden deutlich größer als im Norden des Verbreitungsgebietes sind. Die Flügeloberseite ist dunkelbraun mit einer breiten, aus querovalen cremeweißen Flecken zusammengesetzten Längsbinde, die auf den Hinterflügeln undeutlicher ausgebildet ist. Der Vorderrand der Vorderflügel ist bei den Männchen größtenteils weiß und braun übergossen. Die Unterseite der Hinterflügel variiert von gelbbraun bis graubraun und hat zwei unscharf begrenzte dunkle Binden. Bei den Weibchen ist die weiße Binde auf der Flügeloberseite breiter und der Rand der Vorderflügel größtenteils cremefarben. Das Muster auf der Hinterflügelunterseite ist undeutlicher und graubraun übergossen. Die Weibchen treten in zwei Formen auf. Die in Europa seltene und in Asien häufigere Form pirata hat eine ledergelbe statt einer cremeweißen Binde.
Die Nominatform ssp. briseis kommt in Süddeutschland, Österreich und der Schweiz vor, die ssp. bataia fliegt in Mitteldeutschland und Böhmen. Bei dieser Form sind die weißen Binden auf der Flügeloberseite mehr oder weniger reduziert. Beim ähnlichen Kleinen Waldportier (Hipparchia alcyone) sind die weißen Binden stets durchgehend und nie unterbrochen.
Das Ei hat eine Reihe von Quer- und Längsrippen. Die Raupen werden ca. 30 Millimeter lang und sind hellgelbbraun gefärbt. Sie haben einen dunkelbraunen Rückenstreifen, der an den Segmentgrenzen etwas aufgehellt ist, und je zwei braune Seitenstreifen. Die Puppe ist glänzend braun.

### Ähnliche Arten
- Kleiner Waldportier (Hipparchia alcyone)

## Vorkommen
Die wärmeliebenden Tiere kommen an trockenen sandigen oder felsigen Plätzen von Nordafrika und der Iberischen Halbinsel durch Frankreich, Süd- und Mitteleuropa ostwärts bis Innerasien vor. Die nördliche Verbreitungsgrenze liegt in Europa etwa bei 50° Nord. Sie kommen im Mittelmeer nur auf Korsika, Sizilien und Zypern vor.
In Nordafrika ist die Art häufig, in Mitteleuropa kommt sie nur lokal vor, an Kalkformationen stellenweise sogar häufig. Außer in Kalksteingebieten findet man die Art auch auf Halbtrockenrasen und Geröllhalden. Die vertikale Verbreitung reicht in Nordafrika bis auf 2000 Meter.

## Lebensweise
Die Falter fliegen jährlich in einer Generation von Mitte Juli bis Mitte September. Sie sitzen gerne mit zusammengeklappten Flügeln an windgeschützten Baumstämmen und Felsen, was eine hervorragende Tarnung ist. Die zusammengeklappten Flügel werden senkrecht zur Sonne ausgerichtet (seitliche Absorptionssonner). Die Weibchen heften ihre Eier einzeln an dürre Grashalme. Die geschlüpften Raupen suchen dann eine geeignete Futterpflanze auf. Sie überwintern halbwüchsig und verpuppen sich im nächsten Jahr in einer Erdhöhle.
Die Hauptfutterpflanzen der Raupen sind:
- Aufrechte Trespe (Bromus erectus)
- Echter Schaf-Schwingel (Festuca ovina)
- Kalk-Blaugras (Sesleria albicans)
- Blaues Pfeifengras (Molinia caerulea)
- Büschel-Haargras (Stipa capillata)

## Gefährdung
Die Berghexe ist in Deutschland stark gefährdet (in Sachsen ist die Art ausgestorben, in Baden-Württemberg, Bayern, Hessen und Rheinland-Pfalz vom Aussterben bedroht, in Thüringen stark gefährdet und in Sachsen-Anhalt gefährdet).
In Deutschland ist die Verbreitung rückläufig. In Baden-Württemberg kommt sie nur noch im Osten der Schwäbischen Alb, war aber früher im Neckar-Tauberland und auf der Schwäbischen Alb mit einer Reihe von Fundstellen weit verbreitet und es gab eine isolierte Population im Hegau. In Nordbayern existieren noch drei Populationen, für die es seit 2008 ein Artenhilfsprogramm gibt.
In Österreich ist die Berghexe vom Aussterben bedroht. Abgesehen von Niederösterreich, wo sie stark gefährdet ist, ist sie in allen anderen Bundesländern, in denen sie nachgewiesen war, ausgestorben oder verschollen.
Im Steinfeld bei einem Truppenübungsplatz sowie in den Hainburger Bergen, beides in Niederösterreich, finden sich in Österreich noch Vorkommen. 2016 wurde sie von einer Userin in St. Pölten gesichtet und in die Schmetterlingsapp „Schmetterlinge Österreichs“ geladen. Blühendes Österreich und Global 2000 haben Juli 2018 zur genaueren Suche dort aufgefordert.

## Synonyme
- Satyrus briseis[5]
- Hipparchia briseis[6]